# Saint-Sulpice-la-Pointe
Saint-Sulpice là một xã trong vùng Occitanie, thuộc tỉnh Tarn, quận Castres, tổng Lavaur. Tọa độ địa lý của xã là 43° 46' vĩ độ bắc, 1° 41' kinh độ đông. Saint-Sulpice nằm trên độ cao trung bình là 112 mét trên mực nước biển, có điểm thấp nhất là 95 mét và điểm cao nhất là 195 mét. Xã có diện tích 23,99 km², dân số vào thời điểm 2004 là 6402 người; mật độ dân số là 267 người/km².

## Thông tin nhân khẩu
| 1999 | 2004 |
| ---- | ---- |
| 4805 | 6402 |

### Địa điểm và di tích đáng chú ý

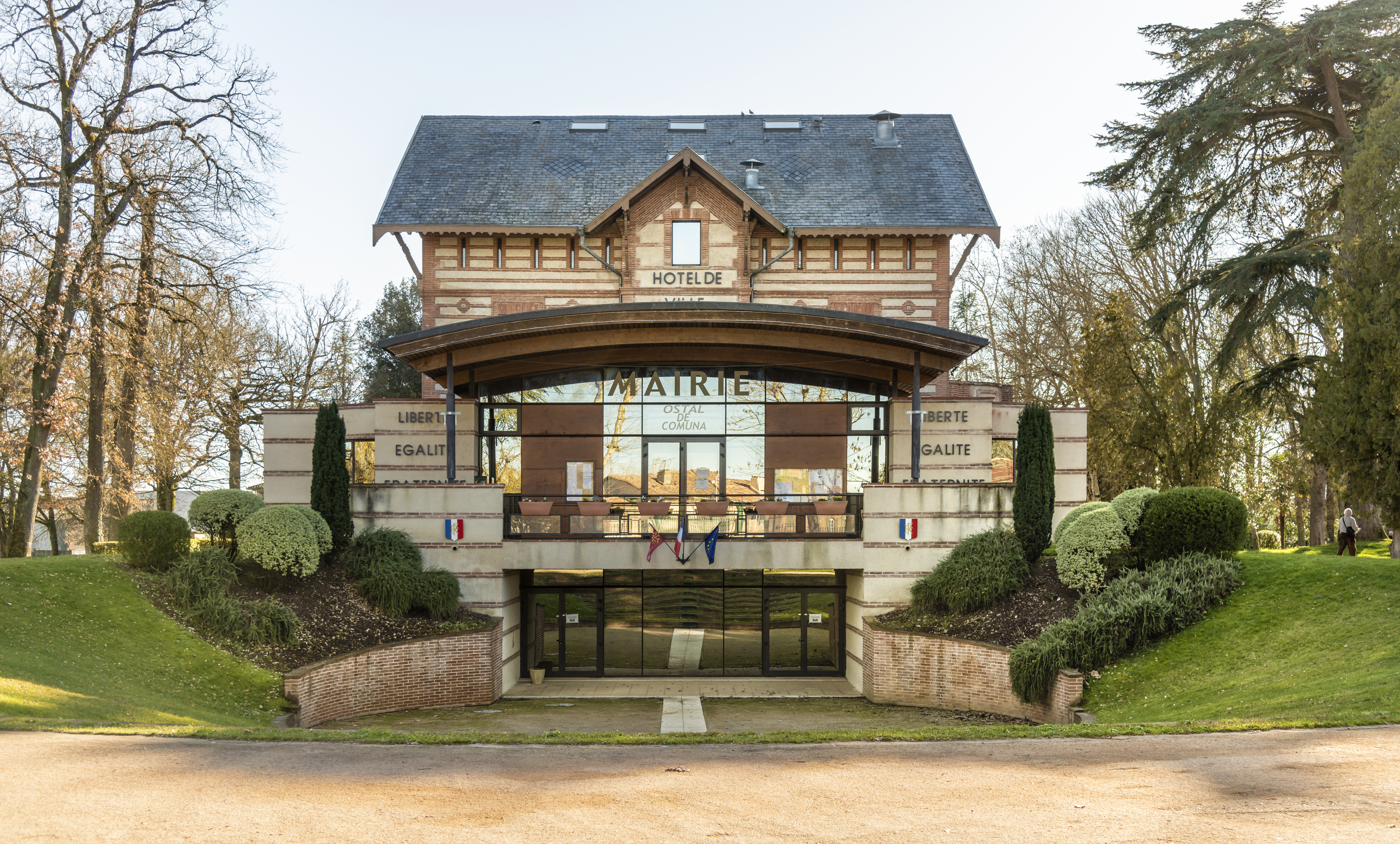
Tòa thị chính
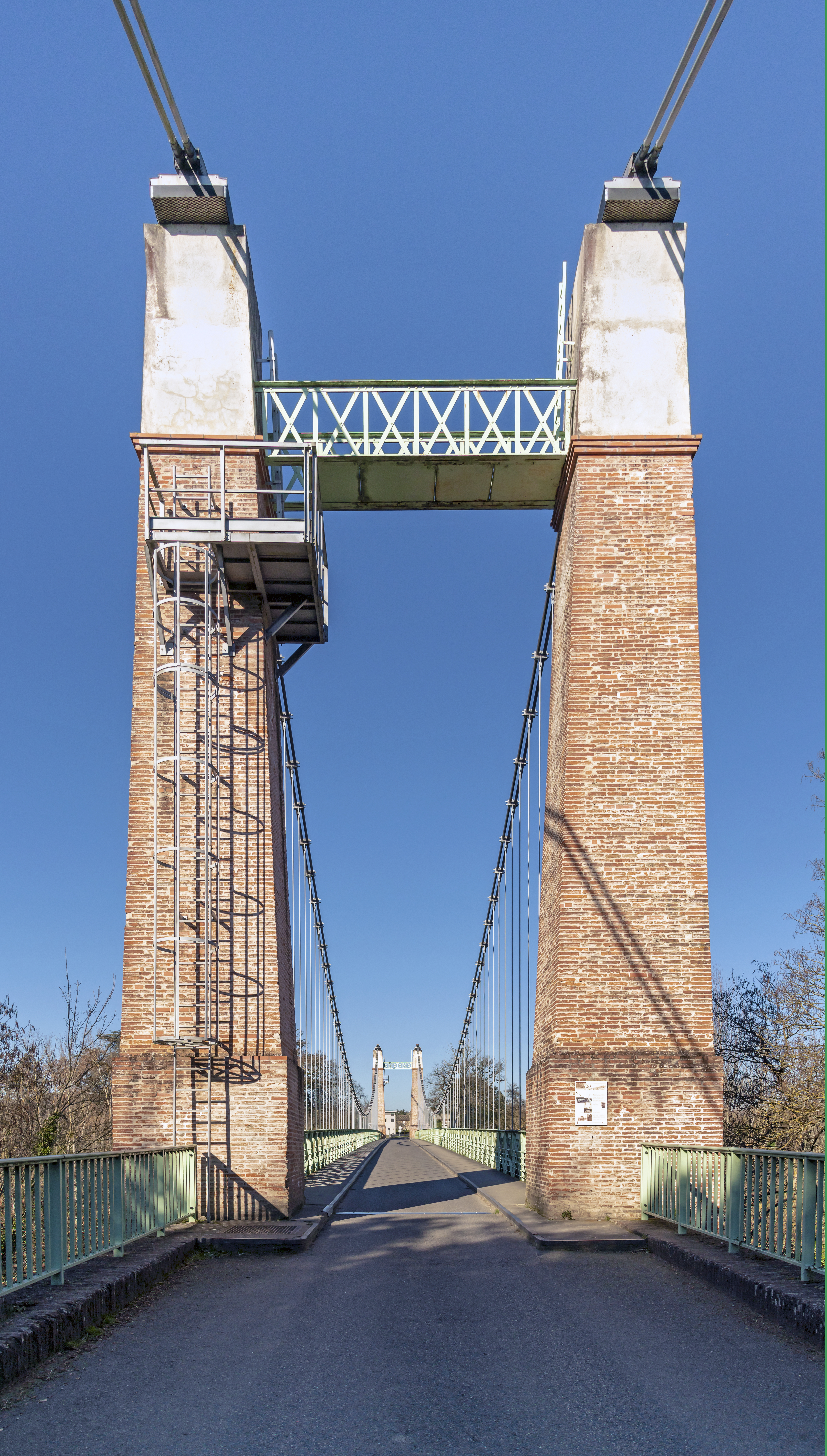
Cây cầu treo trên Agout.
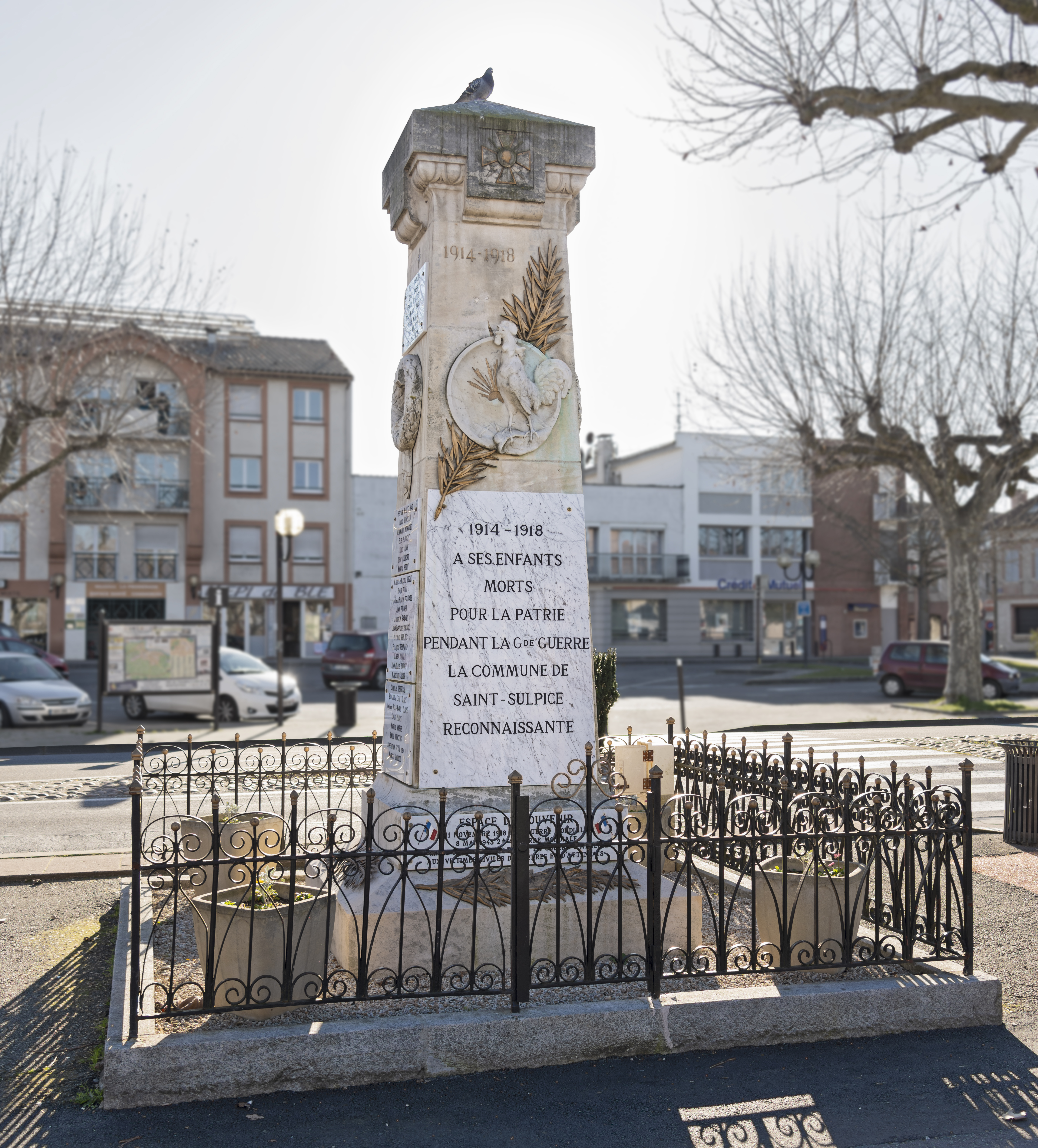
Tưởng niệm chiến tranh.
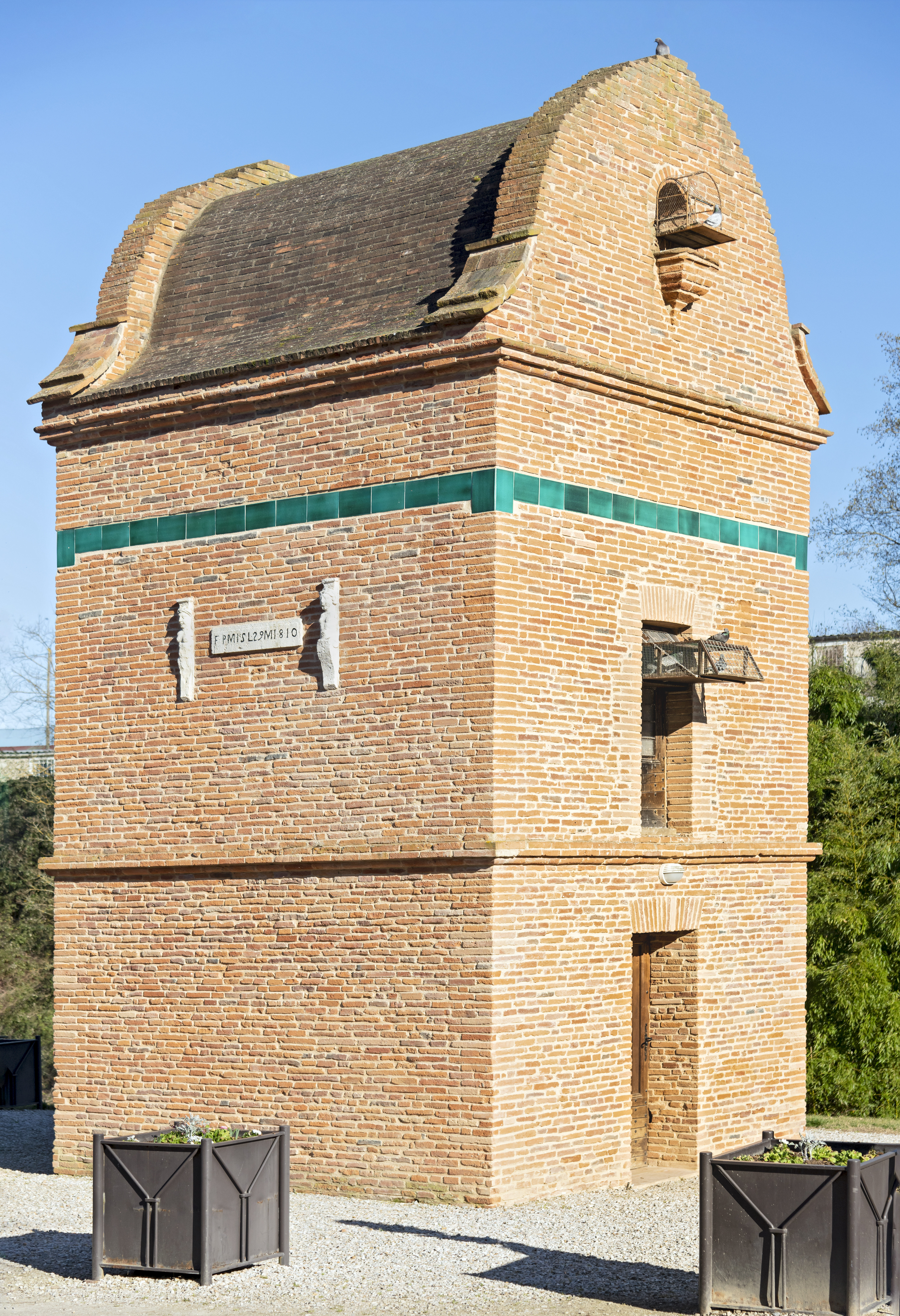
Dovecote từ năm 1810
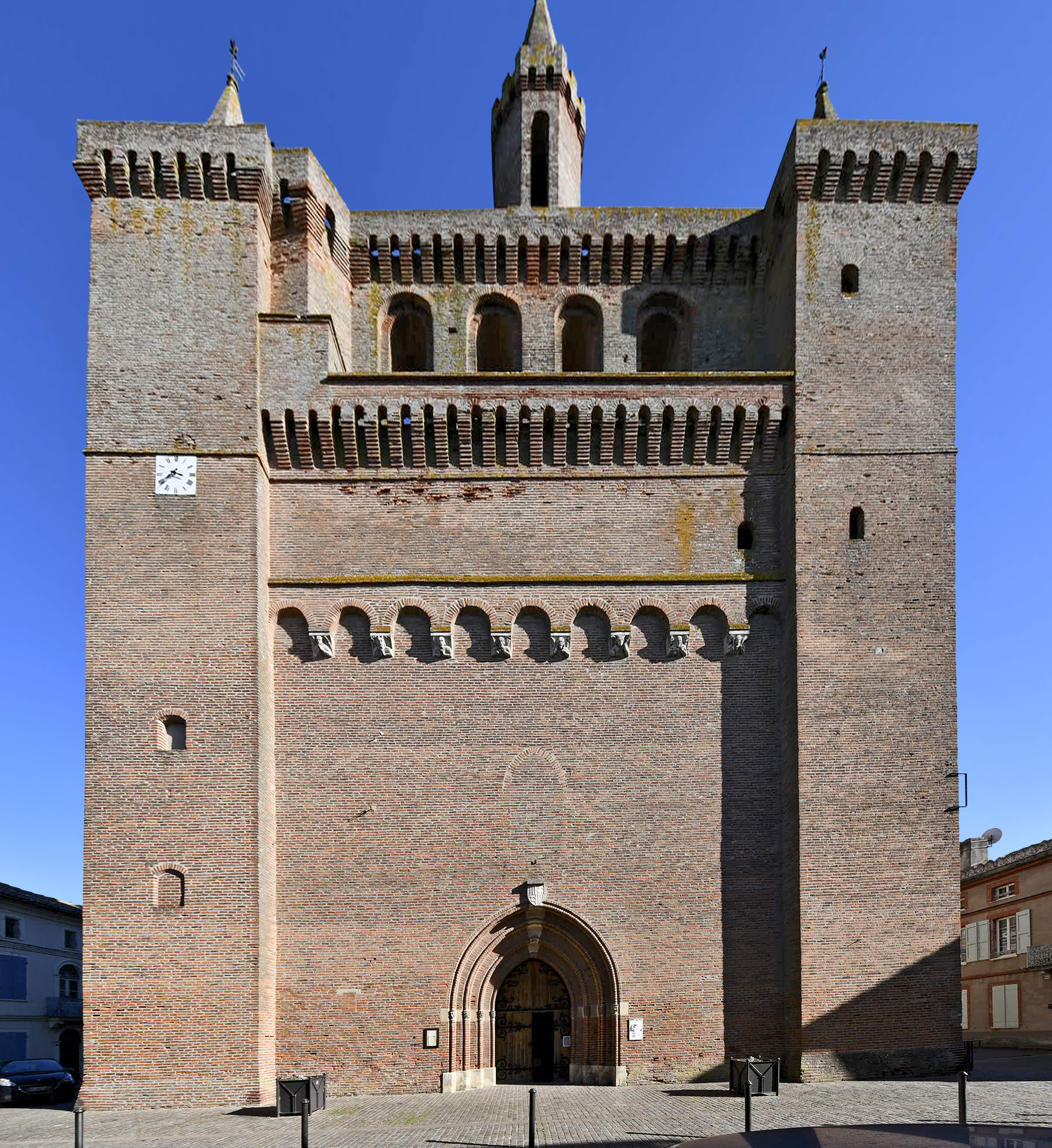
Nhà thờ Đức Bà
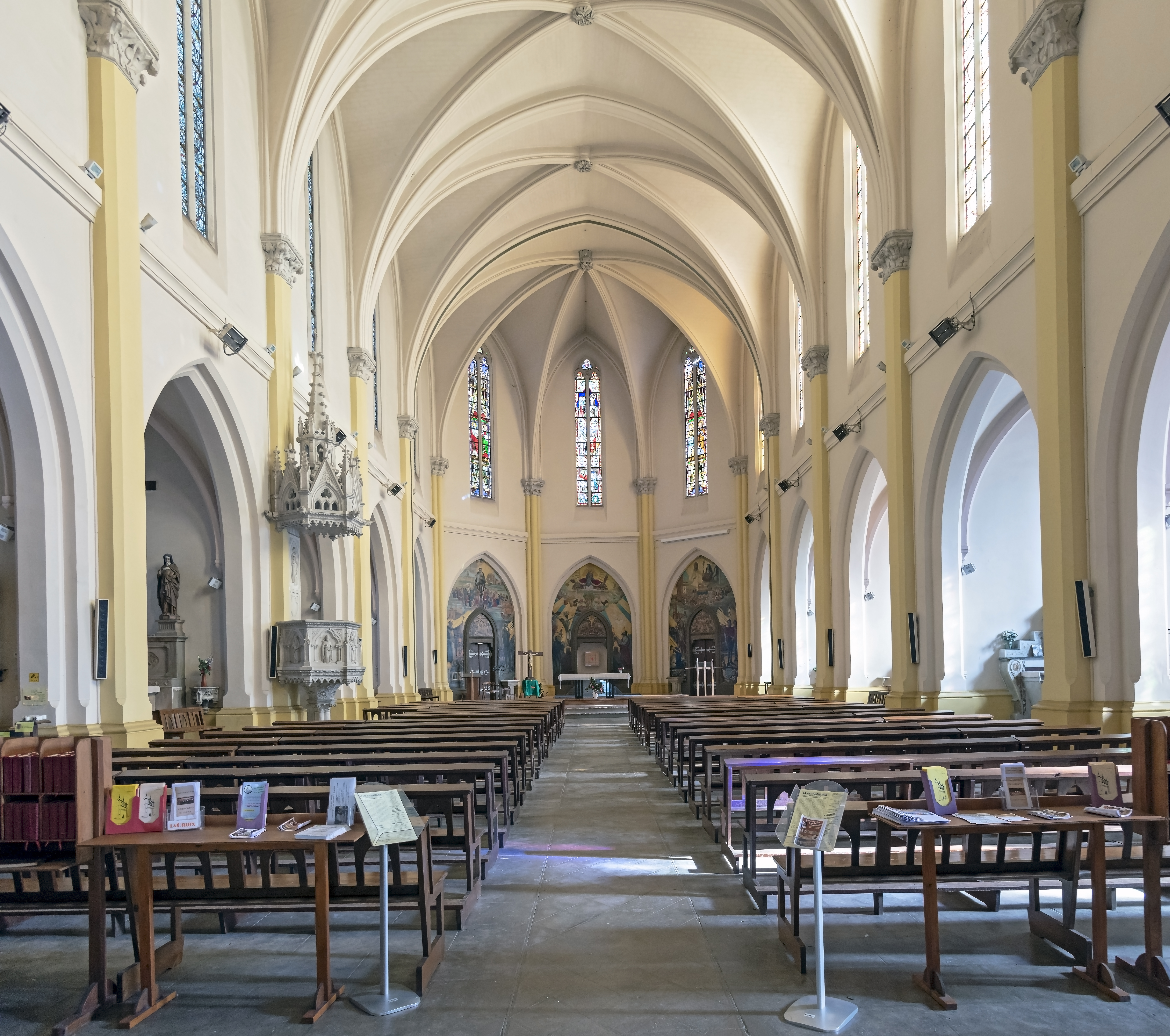
Quang cảnh của gian giữa